# Việt bính
Việt bính (Chữ Hán: 粵拼, việt bính: jyut6 ping3, tên đầy đủ: 香港語言學學會粵語拼音方案 (hoeng1 gong2 jyu5 jin4 hok6 hok6 wui2 jyut6 jyu5 ping3 jam1 fong1 ngon3): Hương Cảng ngữ ngôn học học hội Việt ngữ bính âm phương án) là một phương pháp sử dụng chữ Latinh để phiên âm ngôn ngữ Quảng Châu (tức tiếng Quảng Đông - Cantonese, mà người Trung Quốc còn gọi là Việt ngữ. Vì tỉnh Quảng Đông 廣東, Quảng Tây 廣西 nguyên trước là đất của Bách Việt 百粵, nên gọi hai tỉnh ấy là tỉnh Việt).
Được ra đời vào năm 1993, phương pháp phiên âm tiếng Quảng Đông của Học viện ngôn ngữ Hong Kong ( Linguistic Society of Hong Kong (LSHK)) gọi tắt là Việt bính là một phương pháp sử dụng chữ la tinh để phiên âm. Phương pháp này không những có thể sử dụng cho nhiều mục đích như phiên âm và đánh máy vi tính, nó còn có ưu điểm là đơn giản, dễ học và khá chuyên nghiệp.
Hệ thống phiên âm Việt bính đã kết hợp các ưu điểm của các phương pháp phiên âm khác như Yale, phiên âm quốc tế và pinyin (phiên âm hán ngữ). Phần dưới đây sẽ giới thiệu chi tiết về hệ thống này. Phần âm tương đương/gần giống bên dưới được hiểu và đọc theo tiếng Việt giọng miền Nam. Chỗ nào đọc theo giọng miền Bắc Việt Nam sẽ được ghi rõ. Nếu trong tiếng Việt không có âm tương đương thì sử dụng âm tương đương trong tiếng Anh. Nếu tiếng Anh cũng không có âm đó thì sẽ dùng âm gần giống để diễn giải.

## Phụ âm
Tổng cộng có 19 phụ âm trong tiếng Quảng Đông hiện đại. Việt bính không hề dùng hai ký tự "r" và "v" vì tiếng Quảng Đông cũng không có 2 âm này. Phụ âm "zh" và "q" cũng không có trong tiếng Quảng Đông.
| Vần | Âm tương đương trong hoặc gần giống tiếng Việt                                                                    | Ví dụ                                              |
| --- | --- | -------------------------------------------------- |
| b   | bờ | baa1 爸 (ba=bố), beng2 餅 (bính=bánh)              |
| p   | bờ nhưng bật hơi                                                                                                  | peng4 平 (bình=rẻ), pang4jau5 朋友 (bằng hữu=bạn)  |
| m   | mờ | maai5 買 (mãi=mua), man6 問 (vấn=hỏi)              |
| f   | phờ | faan6 飯 (phạn=cơm), fei4 肥 (phì=mập)             |
| d   | tờ | daa2 打 (đả=đánh), daai6 大 (đại=lớn)              |
| t   | thờ trong tiếng Việt (tờ bật hơi)                                                                                 | tai2 睇 (đệ=xem), teng1 聽 (thính=nghe)            |
| n   | nờ | naam4 男 (nam), neoi5 女 (nữ)                      |
| l   | lờ | luk6 六 (lục=sáu), lik6 力 (lực=sức)               |
| g   | cờ | gau2 九 (cửu=chín), gong2 講 (giảng=nói)           |
| k   | k bật hơi (như âm khờ trong một số phương ngữ địa phương miền Nam)                                                | keoi5 佢 (cừ=cô ấy, anh ấy, nó), kei5 企 (xí=đứng) |
| ng  | ngờ | ngaan5 眼 (nhãn=mắt), ngaa4 牙 (nha=răng)          |
| h   | hờ | hau2 口 (khẩu=miệng), hou2 好 (hảo=tốt)            |
| z   | 'di' răng hàm trên dưới dính nhau, như nửa "di" nửa "chờ" (như cách hát phát âm "ch" và "tr" của Phan Mạnh Quỳnh) | zou6 做 (tố=làm), zi1 知 (tri=biết)                |
| c   | đọc như z nhưng bật hơi, đọc gần giống thờ                                                                        | cat1 七 (thất=bảy), ce1 車 (xa=xe)                 |
| s   | xờ | saam1 三 (tam=ba), sei3 四 (tứ=bốn)                |
| gw  | quờ (giọng Bắc) hoặc cuờ                                                                                          | gwai3 貴 (quý=mắc, đắt), gwaa1 瓜 (qua=dưa)        |
| kw  | Đọc như gw và k nhưng bật hơi                                                                                     | kwan4 裙 (quần=váy), kwaang1 框 (khuông=khung)     |
| j   | nhờ (dờ giọng Nam)                                                                                                | jat1 一 (nhất=một), jiu3 要 (yếu=cần, phải)        |
| w   | wờ ／ guờ (quờ giọng Nam) w trong water (tiếng Anh)                                                               | wu4 湖 (hồ), waa6 話 (thoại=nói)                   |

## Vần
Tổng cộng có 59 vần.

### Tổ hợp âm 'aa' (tương ứng với 'a' trong tiếng Việt nhưng mở miệng to hơn)
| Vần  | Âm tương đương/ gần giống | Ví dụ (trong ngoặc là nghĩa tiếng Việt)      |
| ---- | ------------------------- | -------------------------------------------- |
| aa   | a                         | baa1 爸 (ba=bố), waa6 話 (thoại=nói)         |
| aai  | ai                        | daai6 大 (đại=lớn), maai5 買 (mãi=mua)       |
| aau  | ao                        | paau2 跑 (bào=chạy), baau1 包 (bao)          |
| aam  | am                        | naam4 男 (nam), saam1 三 (tam=ba)            |
| aan  | an (giọng Bắc)            | ngaan5 眼 (nhãn=mắt), faan6 飯 (phạn=cơm)    |
| aang | ang                       | haang4 行 (hành=đi), ngaang6 硬 (ngạnh=cứng) |
| aap  | ap                        | kek6zaap6 劇集 (kịch tập=phim bộ)            |
| aat  | at                        | laat6 辣 (lạt=cay), waat6 滑 (hoạt=trơn)     |
| aak  | ac                        | baak6 白 (bạch=trắng), ngaak6 額 (ngạch=mức) |

### Tổ hợp với âm 'a' (tương ứng với 'a' trong tiếng Việt)
| Vần | Âm tương đương/ gần giống | Ví dụ (trong ngoặc là nghĩa tiếng Việt)              |
| --- | ------------------------- | ---------------------------------------------------- |
| ai  | ây                        | tai2 睇 (thê/đệ=xem, coi), sai2 洗 (tẩy=rửa)         |
| au  | âu                        | hau2 口 (khẩu=miệng) sau2 手 (thủ=tay)               |
| am  | ăm                        | jam2 飲 (ẩm=uống), sam1 心 (tâm=tim, lòng)           |
| an  | ăn                        | san1 新 (tân=mới), man6 問 (vấn=hỏi)                 |
| ang | ăng                       | dang2 等 (đãi=đợi), pang4jau5 朋友 (bằng hữu=bạn bè) |
| ap  | âp                        | sap6 十 (thập=mười), jap6 入 (nhập=vào)              |
| at  | ât                        | jat1 一 (nhất=một), cat1 七 (thất=bảy)               |
| ak  | ăc                        | hak1 黑 (hắc=đen), bak1 北 (bắc)                     |

### Tổ hợp âm 'e' (Tương đương với 'e' trong tiếng Việt)
| Vần | Âm tương đương/ gần giống | Ví dụ                                                              |
| --- | ------------------------- | ------------------------------------------------------------------ |
| e   | e                         | ce1 車 (xa=xe), se2 寫 (tả=viết)                                   |
| ei  | ây                        | fei4 肥 (phì=mập), bei2 畀 (tý=cho)                                |
| eu  | eo                        | deu6 掉 (điệu/trạo=bỏ), zeu6 噍 (tiếu/tiêu/tưu=nhai)               |
| em  | em                        | lem2 舐 (liếm)                                                     |
| eng | eng                       | beng2 餅 (bính=bánh), teng1 聽 (thính=nghe)                        |
| ep  | ep                        | gep6 夾 (hiệp=kẹp)                                                 |
| ek  | ec                        | sek6tau4 石頭(thạch đầu=cục đá), kek6zaap6 劇集 (kịch tập=phim bộ) |

### Tổ hợp âm 'eo' (Trong tiếng Việt không có. Âm này không bao giờ đứng một mình mà phải ghép với âm khác)
| Vần | Âm tương đương/ gần giống                              | Ví dụ                                                   |
| --- | ------------------------------------------------------ | ------------------------------------------------------- |
| eoi | gần như âm 'u-ơi' nhưng không tròn miệng, đọc là 'ơi'  | keoi5 佢 (cừ=cô ấy, anh ấy), seoi2 水 (thủy=nước)       |
| eon | gần như âm 'u-ơn' nhưng không tròn miệng, đọc là 'uân' | ceon2 蠢 (xuẩn=ngu ngốc), seon4 唇 (thần=môi)           |
| eot | gần như âm 'u-ớt' nhưng không tròn miệng, đọc là 'uât' | ceot1 出 (xuất=ra), seot1saam1 恤衫 (tuất sam=áo sơ mi) |

### Tổ hợp âm 'oe' (Gần như âm 'ơ' cong lưỡi và tròn miệng trong tiếng Việt, gần giống ur trong từ fur của tiếng Anh)
| Vần  | Âm tương đương/gần giống                                                 | Ví dụ                                          |
| ---- | ------------------------------------------------------------------------ | ---------------------------------------------- |
| oe   | gần 'oe' nhưng không tròn miệng (Đọc là 'ơ')                             | hoe1 靴 (hài=giầy)                             |
| oeng | nửa 'ơng' nửa 'eng' (Đọc là 'âng' hoặc kết hợp 'ơ' với 'ng' thành 'ơng') | soeng2 想 (tưởng=muốn), loeng5 兩 (lưỡng=hai)  |
| oek  | nửa 'ươc' nửa 'ec' (Đọc là 'ơc')                                         | joek6 藥 (dược=thuốc), zoek3 雀 (tước=chim sẻ) |

### Tổ hợp âm "i" (tương đương với "i" trong tiếng Việt)
| Vần | Âm tương đương/gần giống              | Ví dụ                                                   |
| --- | ------------------------------------- | ------------------------------------------------------- |
| i   | i                                     | zi1 知 (tri=biết), ji6 易 (dị=dễ)                       |
| iu  | iu                                    | siu2 少 (thiếu=ít), ziu1zou2 朝早 (triều tảo=buổi sáng) |
| im  | im                                    | dim2 點 (điểm=chấm), tim4 甜 (điềm=ngọt)                |
| in  | in (giọng Bắc)                        | min6 面 (diện=mặt), tin1 天 (thiên=trời)                |
| ing | ing (ing trong 'sing' của tiếng Anh)  | ming4 明 (minh=hiểu), zing6 靜 (tĩnh=yên lặng)          |
| ip  | ip                                    | jip6 葉 (diệp=lá), dip6 碟 (điệp=đĩa)                   |
| it  | it (giọng Bắc)                        | jit6 熱 (nhiệt=nóng)                                    |
| ik  | ich, 'ick' trong 'sick' của tiếng Anh | sik6 食 (thực=ăn), lik6 力 (lực=sức)                    |

- Chú ý: Chữ 切 phiên âm là cit3, nhưng đọc là cai3

### Tổ hợp âm "o" (tương đương với âm "o", "ô" trong tiếng Việt)
| Vần | Âm tương đương/ gần giống | Ví dụ                                                    |
| --- | ------------------------- | -------------------------------------------------------- |
| o   | ô                         | co5 坐 (tọa=ngồi), do1 多 (đa=nhiều)                     |
| oi  | ôi                        | hoi1 開 (khai=mở), ngoi6min6 外面 (ngoại diện=bên ngoài) |
| ou  | âu                        | zou6 做 (tố=làm), hou2 好 (hảo=tốt)                      |
| on  | ôn (giọng Bắc)            | gon1 乾 (can=khô), hon6 汗 (hãn=mồ hôi)                  |
| ong | oong                      | gong2 講 (giảng=nói), fong2 房 (phòng=buồng)             |
| ot  | ot (giọng Bắc)            | hau2hot3 口渴 (khẩu khát=khát nước), got3 割 (cát=cắt)   |
| ok  | ooc                       | hok6 學 (học), lok6 落 (lạc=rớt xuống)                   |

### Tổ hợp âm "u" (tương đương âm "u" trong tiếng Việt)
| Vần | Âm tương đương/ gần giống | Ví dụ                                           |
| --- | ------------------------- | ----------------------------------------------- |
| u   | u                         | wu1zou1 污糟 (ô tao=dơ), fu2 苦 (khổ=đắng)      |
| ui  | ui                        | bui1 杯 (bôi=ly), mui5 每 (mỗi)                 |
| un  | un (giọng Bắc)            | mun4 門 (môn=cửa), wun2 碗 (oản=chén, bát)      |
| ung | ung                       | jung6 用 (dụng=dùng, xài), tung4 同 (đồng=cùng) |
| ut  | ut (giọng Bắc)            | sang1wut6 生活 (sinh hoạt=lối sống)             |
| uk  | uc                        | luk6 六 (lục=sáu), juk6 肉 (nhục=thịt)          |

### Tổ hợp âm "yu" (tương đương âm "uy" với tiếng Việt)
| Vần | Âm tương đương/ gần giống | Ví dụ                                    |
| --- | ------------------------- | ---------------------------------------- |
| yu  | uy                        | syu1 書 (thư=sách), zyu1 豬 (trư=heo)    |
| yun | uyn                       | dyun2 短 (đoản=ngắn), jyun5 遠 (viễn=xa) |
| yut | uyt                       | jyut6 月 (nguyệt=tháng)                  |

### Âm 'm' và âm 'ng' (tiếng Việt không có)
| Vần | Âm tương đương/ gần giống                                  | Ví dụ                        |
| --- | ---------------------------------------------------------- | ---------------------------- |
| m   | Đọc như 'ừm' nhưng miệng không mở, môi chập lại (âm môi)   | m4goi1 唔該 (ngô cai=cám ơn) |
| ng  | Đọc như 'ừng' nhưng miệng không mở, răng chập lại (âm mũi) | ng5 五 (ngũ=số năm)          |

## Thanh điệu
Tiếng Quảng Đông cũng có 6 thanh điệu như tiếng Việt. Tuy nhiên 6 thanh điệu của tiếng Quảng Đông không hoàn toàn giống với tiếng Việt. Sáu thanh trong tiếng Quảng Đông bao gồm:
- Thanh thứ nhất (được ký hiệu bằng số 1): tương đương với thanh sắc (vần kết thúc bởi 'p', 't', 'k') hoặc thanh ngang tiếng Việt nhưng tông giọng cao hơn, thanh này giống thanh ngang trong tiếng Quan Thoại
- Thanh thứ hai (được ký hiệu bằng số 2): tương đương với thanh sắc nhưng phần lên chậm hơn một chút, cách phát âm kết hợp của một nửa thanh nặng giọng miền Nam tiếng Việt và phần đi lên đọc như thanh sắc (gần giống thanh hỏi hoặc thanh ngã), thanh này giống thanh á  trong tiếng Quan Thoại
- Thanh thứ ba (được ký hiệu bằng số 3): tương đương với thanh ngang tiếng Việt hoặc thanh nặng (vần kết thúc bởi 'p', 't', 'k').
- Thanh thứ tư (được ký hiệu bằng số 4): tương đương với thanh huyền tiếng Việt
- Thanh thứ năm (được ký hiệu bằng số 5): tương đương với thanh nặng trong phương ngữ miền Nam của tiếng Việt
- Thanh thứ sáu (được ký hiệu bằng số 6): tương đương với thanh huyền nhưng trầm hơn, hoặc thanh nặng nhưng trầm hơn (vần kết thúc bởi 'p', 't', 'k').

Đối với Việt bính, thanh điệu được ký hiệu bằng số như trên sẽ được ghi ngay sau chữ Latinh. Ví dụ: ngo5, sik1, leng3. Một số trường hợp các số thanh điệu này được ghi lên phía trên một tí (superscript) nhằm mục đích thẩm mỹ trong phiên âm.
Như vậy trong tiếng Việt có hai thanh hỏi và ngã là khá gần nhau (nhất là người miền Nam không phân biệt 2 thanh này) thì trong tiếng Quảng Đông có 2 thanh thứ tư và thanh thứ sáu mà đối với người Việt khá giống nhau (đều là thanh huyền, chỉ khác là một thấp và một cao hơn tí). Đối với người Quảng Châu và người Hong Kong thì họ phân biệt khá rõ hai thanh này.
Bảng dưới đây thể hiện ký hiệu, sự biến hóa cũng như vị trí của 6 thanh trong tiếng Quảng Đông.
| Ký hiệu | Thay đổi | Ví trí thanh điệu        | Fu                                 | Si                                    |
| ------- | -------- | ------------------------ | ---------------------------------- | ------------------------------------- |
| 1       | ngang    | cao nhất (5-5)           | fu1 夫 (phu), fuk1 福 (phúc)       | si1 詩 (thi=thơ), sik1 識 (thức=biết) |
| 2       | lên      | từ giữa lên cao (3-5)    | fu2 苦 (khổ)                       | si2 史 (sử)                           |
| 3       | ngang    | ở giữa (3-3)             | fu3 富 (phú), fut3 闊 (khoát=rộng) | si3 試 (thử), sit3 舌(thiệt=lưỡi)     |
| 4       | xuống    | từ giữa xuống thấp (3-1) | fu4 扶 (phù=vịn)                   | si4 時 (thời)                         |
| 5       | lên      | dưới lên giữa (1-3)      | fu5 婦 (phụ=vợ)                    | si5 市 (thị=chợ)                      |
| 6       | ngang    | dưới (2-2)               | fu6 父 (phụ=cha),fuk6 服 (phục)    | si6 事 (sự=việc), sik6 食 (thực=ăn)   |

Ghi chú: một số tài liệu còn phân biệt hai loại thanh thứ 1 là (5-3) và (5-5) cũng như có tài liệu ghi thanh thứ 4 là (2-1) thay vì (1-1). Trong tài liệu này, với mục đích giới thiệu cơ bản ngữ âm trong tiếng Quảng Đông, sẽ không đi sâu vào vấn đề này.